# 井関次郎
井関 次郎（いせき じろう）は明治時代から昭和時代にかけての故実家。旧地下官人の親睦団体である平安義会の会員でもあった。

## 概要
井関氏は中御門宗忠の後裔である井関実幸の末裔であり、代々大覚寺宮の坊官を務めた一族。次郎について『地下家伝』には記述は見えないが、下橋敬長の編纂した『地下官人家伝』には吉田家家士・山田昌後の次男かつ井関実勇の養子として次郎の名前が見え、敬長が次郎を認知していたことは確実である。また、敬長が評議員を務めた旧地下官人の親睦団体である平安義会の会員でもあったことから、2人にはなんらかの関係があったとは考えることができる。
明治32年（1899年）1月10日に26歳にして井関実勇の養子となり、同年2月3日に家督を相続している。さらに、「大来人事録第十四版近畿・中国・四国・九州備、昭和十八年」によると、次郎の住所は左京区（元上京区）岡崎西福ノ川町で、京都商工銀行に就職し、大正元年（1912年）には日活京都出張所主任に転じ、大正10年（1921年）に辞任した。大正3年（1914年）には、京都土地興業株式会社創立と共に監査に就任しており、昭和18年（1943年）当時でもその職にあった。井関次郎のことは、交詢社の「日本紳士録」大正4年版・昭和11年版などにも掲載されており、不動産業関係の高額納税者であった。平安義会については、大正14年（1925年）・昭和2年（1927年）・昭和4年（1929年）・昭和12年（1936年）の「平安義会会員名簿」から、井関次郎がこの間一貫して平安義会の会員であったことが確認できる。
次郎の功績として、敬長の遺稿を『地下官人 下橋敬長遺稿』として編集・発行したことが挙げられる。遺稿集出版にどれだけの経費が必要であったのか定かでないが、不動産業による収入によって金銭的な余裕はあったと考えられる。大正13年（1924年）7月4日に亡くなった敬長の遺稿が失われることを憂えた次郎が、昭和9年（1934年）3月に編集し、謄写版印刷により出版したものである。発行部数は不明で、現存が確認されているのは下橋家旧蔵で京都府立総合資料館に所蔵されている1冊のみである。下橋家旧蔵の資料は、一部火災に遭っており焼損しているものを含むが、本書もその内の一冊であり原本は閲覧停止となっている。しかしマイクロフィルムに撮影されており、複写物での閲覧が可能になっている。次郎によれば、敬長は生涯をかけて行ってきた有職研究の成果を多数の遺稿として残していたという。